# Повонзки (район Варшавы)

Повонзки на плане района Воля.

Пово́нзки (пол. Powązki) — городской микрорайон в Варшаве, древний посёлок, который ныне находится главным образом в административной единице (дзельнице) Воля и частично Жолибож.

## История
- В 1770 князь Адам Казимир Чарторыйский и его жена княгиня Изабелла Чарторыйская арендовали сельскохозяйственные земли посёлка Повонзки. В 1771 возникла пригородная резиденция княгини, которая находилась на местности к северу от современного кладбища «Воинское Повонзки».
- В 1790 староста Мельхиор Шимановский подарил часть земель посёлка Повонзки под католическое кладбище, называемое теперь «Старые Повонзки» (первое повонзковское кладбище).
- В 1792 построили первый католический костёл св. Карло Борромео.
- В 1818 на пастбищах посёлка Повонзки возник военный лагерь под названием «Повонзковске поле» с площадью упражнений, казармой и военными складами.
- В периоде Царства Польского существовала гмина Повонзки.
- В 1912 основано кладбище для умерших солдат русского военного гарнизона («Воинское Повонзки»).
- В 1916 распоряжением немецкого генерал-губернатора Ганса Хартвига фон Безелера посёлок Повонзки включили в Варшаву.

## Кладбища
На территорию района несколько кладбищ:
1. Воинское Повонзки (или Воинское кладбище Повонзки) — в дзельнице Жолибож
2. Старые Повонзки (или Повонзковское кладбище) — в дзельнице Воля
3. Лютеранское кладбище Варшавы (евангелическо-аугсбургское) — Воля
4. Кальвинистское кладбище Варшавы (евангелическо-реформатское) — Воля
5. Еврейское кладбище Варшавы — Воля
6. Мусульманское кавказское кладбище — Воля
7. Мусульманское татарское кладбище — Воля

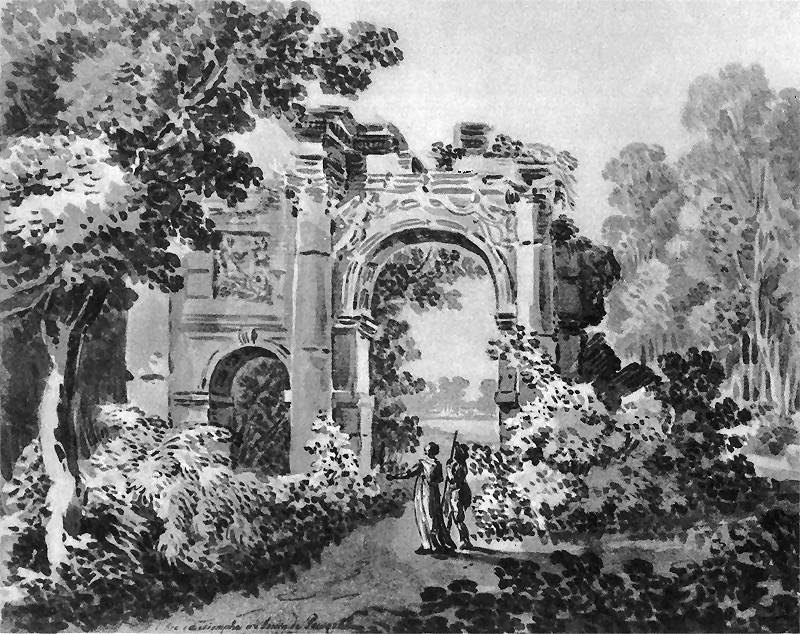
Несуществующий сад княгини Чарторыйской
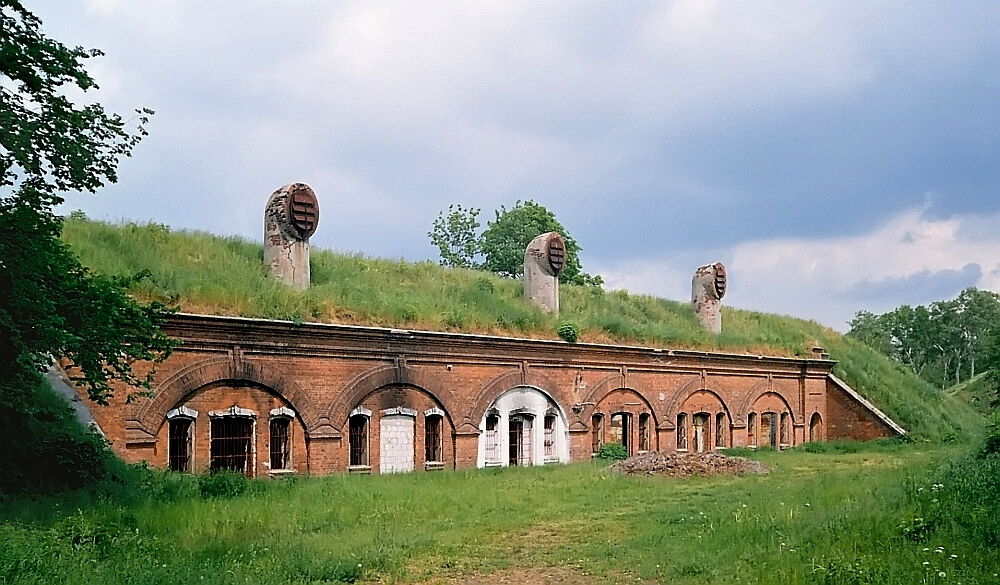
Старый военный форт
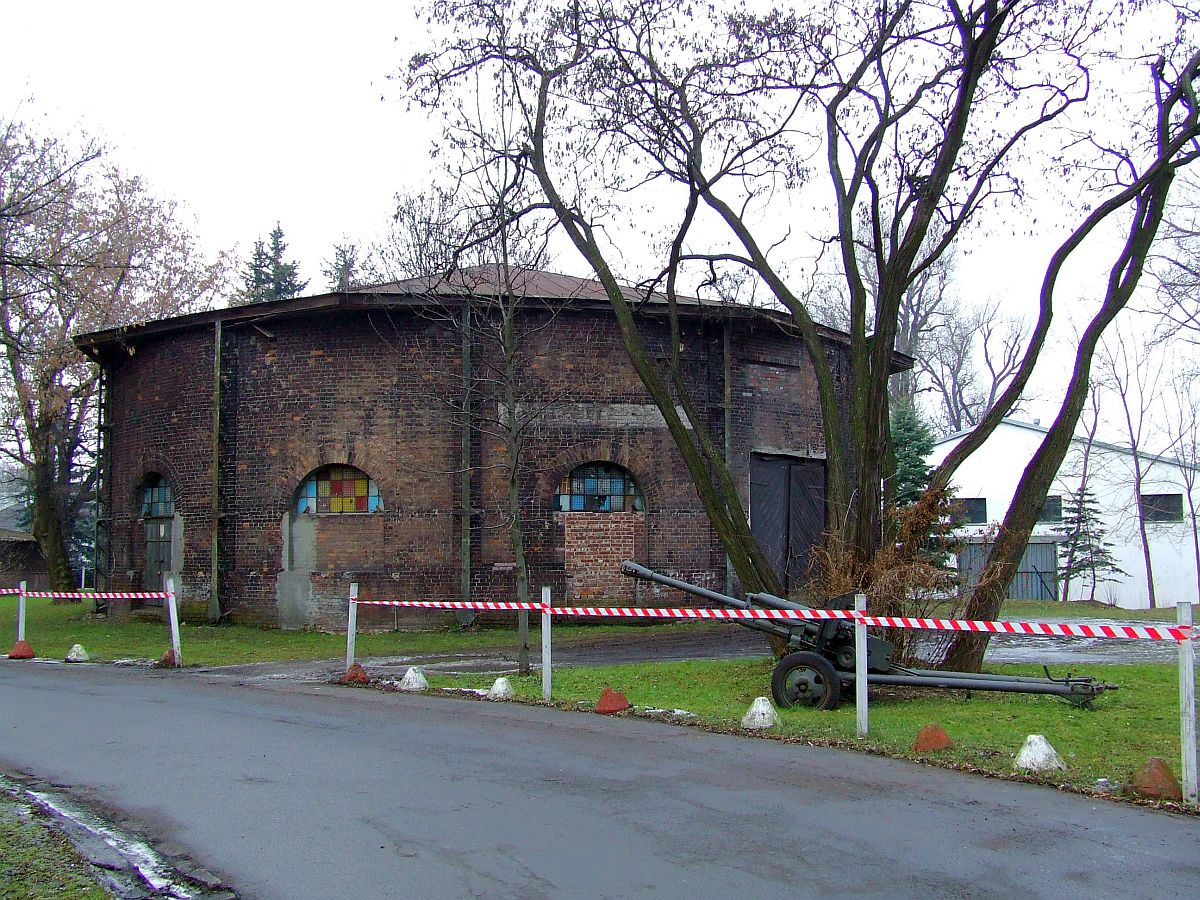
Прежний зерновой элеватор армии
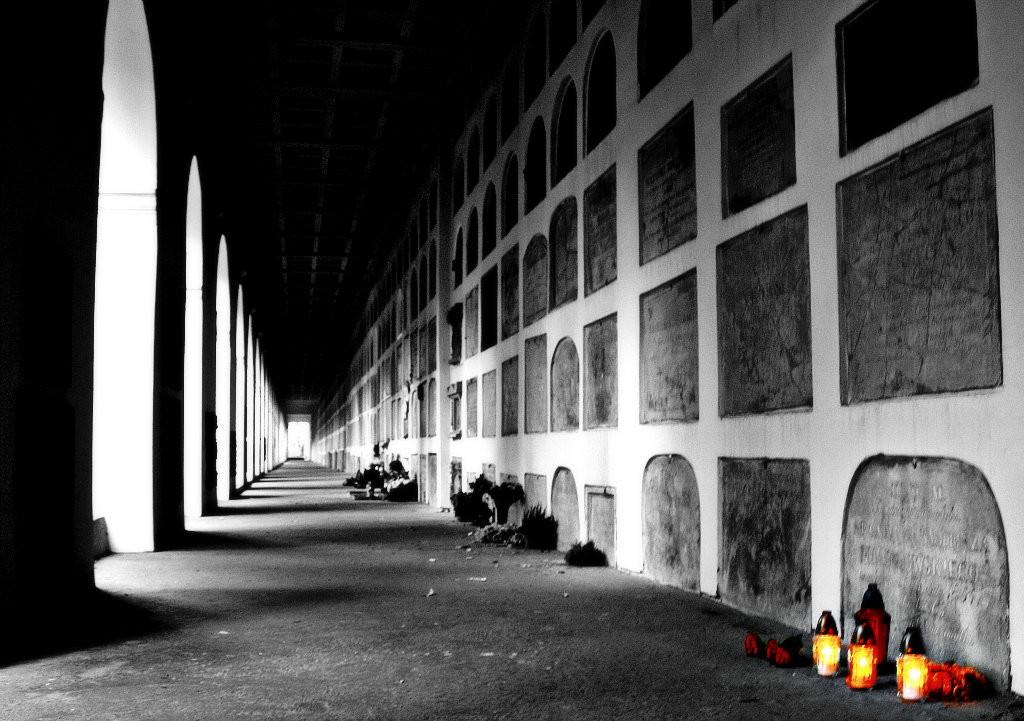
Катакомбы на кладбище Старые Повонзки
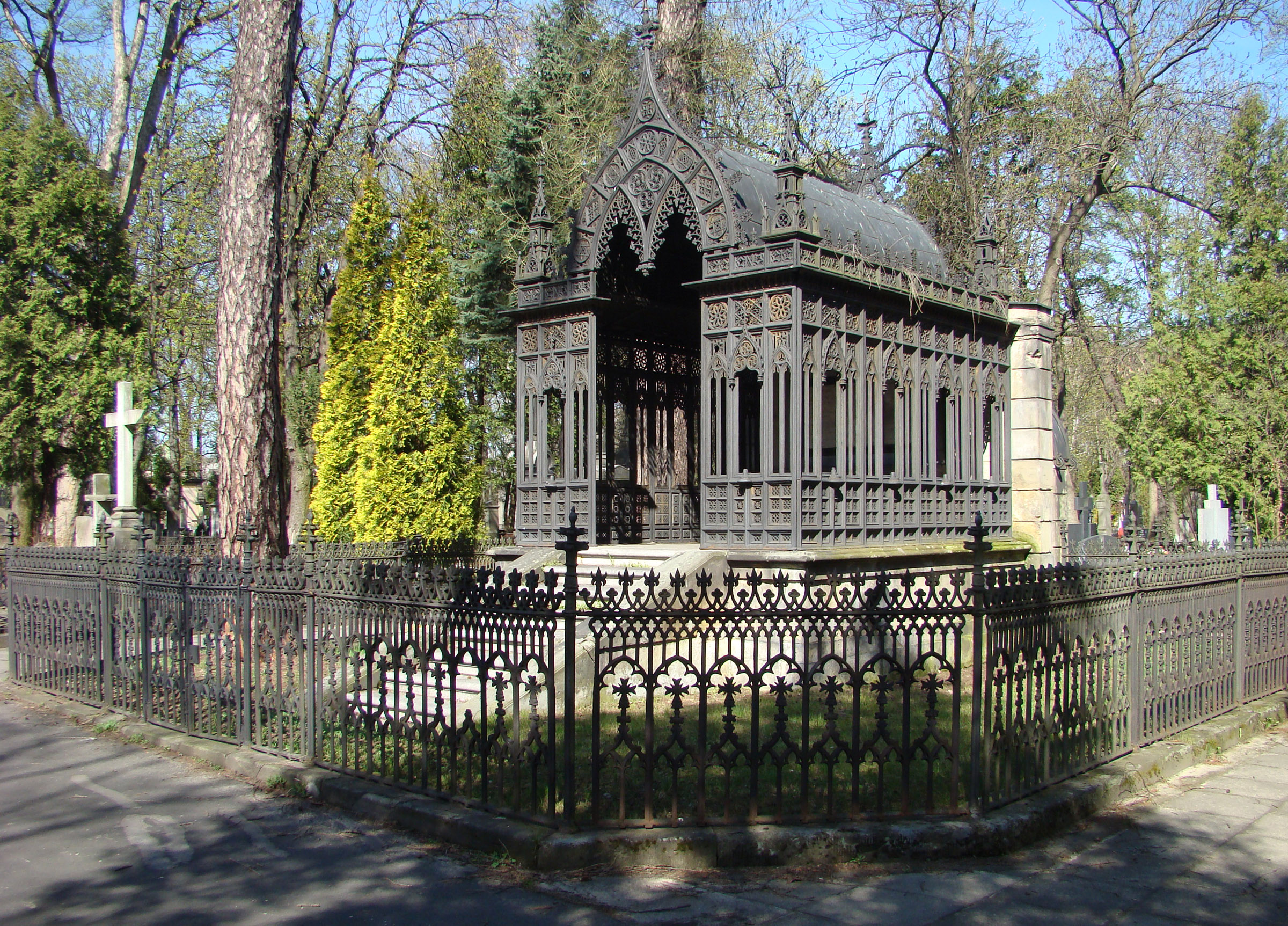
Лютеранское кладбище
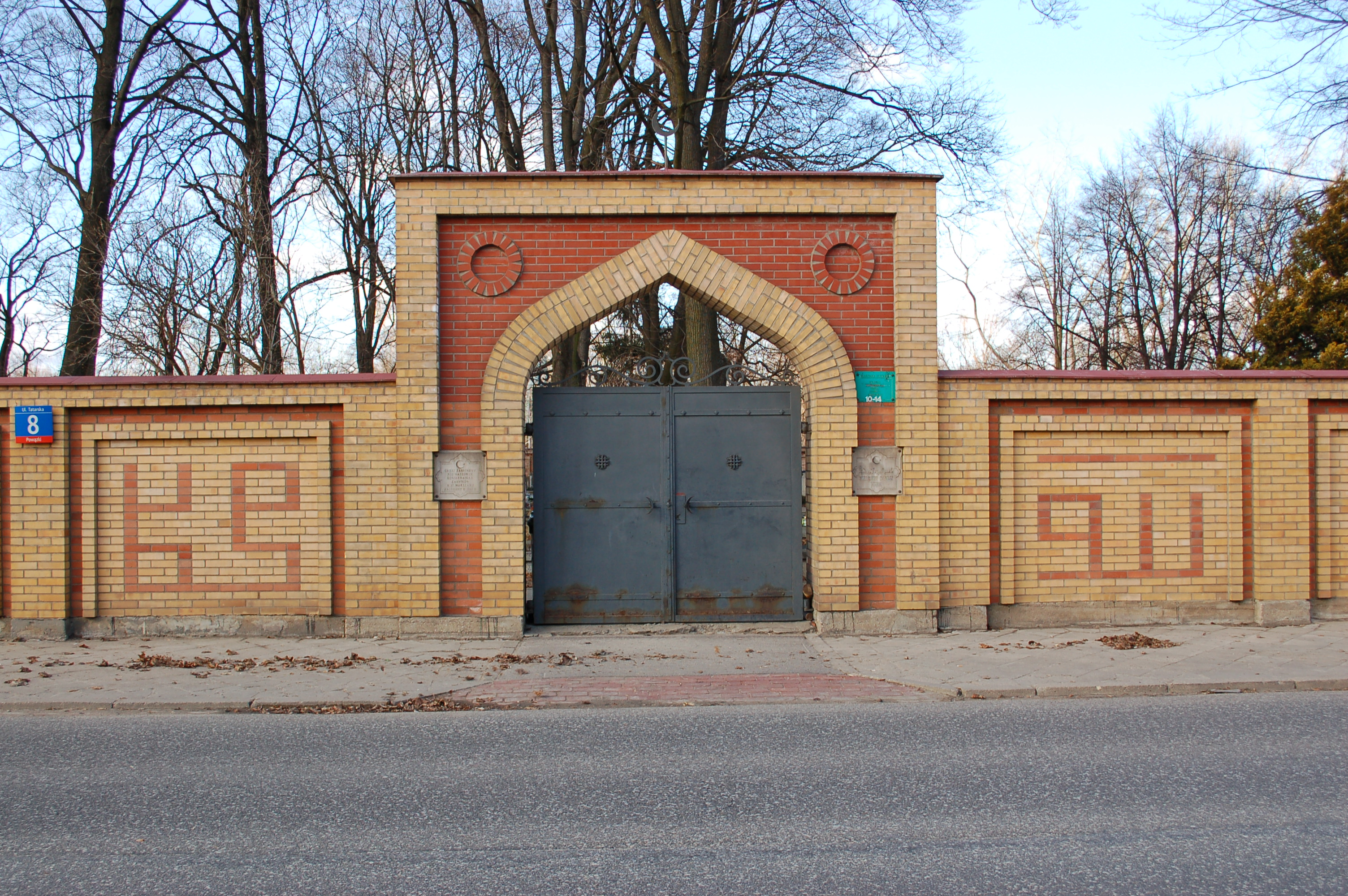
Мусульманское татарское кладбище